# Шестеров, Владимир Александрович
Владимир Александрович Шестеров (род. 16 января 1954) — советский легкоатлет, специалист по бегу на длинные дистанции. Выступал за сборную СССР по лёгкой атлетике в начале 1980-х годов, призёр первенств всесоюзного и республиканского значения, участник летних Олимпийских игр в Москве.

## Биография
Владимир Шестеров родился 16 января 1954 года.
Занимался лёгкой атлетикой в Киеве и Харькове, выступал за Украинскую ССР и добровольное спортивное общество «Авангард».
Впервые заявил о себе на всесоюзном уровне в сезоне 1979 года, когда на чемпионате страны в рамках VII летней Спартакиады народов СССР в Москве занял 13-е место в беге на 10 000 метров. Позднее на Мемориале братьев Знаменских в Каунасе стал четвёртым в беге на 5000 метров.
В 1980 году в дисциплине 10 000 метров с личным рекордом 28:07.0 выиграл серебряную медаль на Мемориале братьев Знаменских в Москве. Благодаря этому успешному выступлению удостоился права защищать честь страны на летних Олимпийских играх в Москве — на предварительном квалификационном этапе показал результат 29:32.4, чего оказалось недостаточно для выхода в финал.
Будучи студентом, в 1981 году представлял Советский Союз на Универсиаде в Бухаресте, где на дистанции 5000 метров в финале финишировал девятым. На чемпионате СССР в Москве выиграл бронзовую медаль в бега на 10 000 метров и стал седьмым в беге на 5000 метров.
В 1984 году в дисциплине 10 000 метров был шестым на Мемориале братьев Знаменских в Сочи, взял бронзу на чемпионате СССР в Донецке.